# Jerry Springer
Gerald Norman "Jerry" Springer (13. februar 1944 - 27. april 2023 ) var en amerikansk tv-vært. Han var bedst kendt som vært på det kontroversielle talkshow The Jerry Springer Show. Han havde tidligere været demokratisk borgmester i Cincinatti, Ohio.